# CSK VVS Samara
Il CSK VVS Samara è stata una società cestistica avente sede nella città di Samara, in Russia. Fondata nel 1992, era formalmente sponsorizzata dall'Aeronautica militare russa (VVS). Nel 2009 la società ha dovuto dichiarare bancarotta.
Disputava le partite interne nello Sport CSK VVS, che ha una capacità di 2.500 spettatori.

## Palmarès
- FIBA EuroCup Challenge: 1

2006-07